# 会田一雄
会田 一雄（あいだ かずお、1954年 - ）は、日本の会計学者。慶應義塾大学名誉教授。

## 略歴
1976年慶應義塾大学経済学部卒業。1979年同大学院商学研究科修士課程修了。1982年同博士課程単位取得退学。
1987年獨協大学経済学部助教授。1991年慶應義塾大学総合政策学部助教授、1999年教授、公認会計士。2013年より慶應義塾湘南藤沢中等部・高等部長。

## 社会的活動
- 2007年　公認会計士試験委員
- 2002年4月 - 現在　文部科学省国立大学法人会計基準検討会 委員
- 2007年09月2001年1月 - 現在　財務省財政制度等審議会 法制・公会計部会 公企業会計小委員会 臨時委員
- 2000年1月 - 現在　総務省 独立行政法人会計基準研究会 委員
- 1999年9月 - 現在　国際公会計学会 常務理事
- 1995年9月 - 現在　日本地方自治研究学会 常務理事
- 2005年9月 - 2007年9月　内閣府国民生活審議会 総合企画部会・NPO法人制度委員会 委員
- 2001年3月 - 2005年3月　農林水産省独立行政法人評価委員会 委員
- 2001年1月 - 2005年1月　国土交通省独立行政法人評価委員会 委員
- 2003年7月 - 2003年12月　地方独立行政法人会計基準等研究会・公営企業型地方独立行政法人部会 座長
- 2001年4月 - 2002年3月　厚生労働省社会福祉法人会計基準検討会 委員

## 著書

### 共著
- （中村泰将・百瀬房徳）『現代簿記精説』（中央経済社, 1986年）
- （会田義雄）『簿記テキスト』（国元書房, 1988年）

### 分担執筆
- （森田哲彌）『会計学大辞典』（中央経済社, 1996年）
- （金子郁容）『総合政策学の最先端 Ⅱ』（慶應義塾大学出版会, 2003年）
- （柴健次）『公共経営の変容と会計学の機能』（同文館出版. 2016年）